# Maratona di Toronto
La maratona di Toronto è una competizione sportiva che si tiene annualmente dal 1995.
Oltre alla maratona, vengono corse anche la mezza maratona, la 10 km e la 5 km.

## Albo d'oro
| Anno | Vincitore maschile                    | Nazione                               | Tempo                                 | Vincitrice femminile                  | Nazione                               | Tempo                                 |
| ---- | ------------------------------------- | ------------------------------------- | ------------------------------------- | ------------------------------------- | ------------------------------------- | ------------------------------------- |
| 2024 | Alex Bernst                           | Canada                                | 2:29:31                               | Philes Ongori                         | Canada                                | 2:50:54                               |
| 2023 | Marco Li                              | Canada                                | 2:34:55                               | Brittney Hall                         | Stati Uniti                           | 2:42:56                               |
| 2022 | Dennis Mbelenzi                       | Canada                                | 2:29:57                               | Marianne Hogan                        | Canada                                | 2:47:58                               |
| 2021 | Annullata per la Pandemia di COVID-19 | Annullata per la Pandemia di COVID-19 | Annullata per la Pandemia di COVID-19 | Annullata per la Pandemia di COVID-19 | Annullata per la Pandemia di COVID-19 | Annullata per la Pandemia di COVID-19 |
| 2020 | Annullata per la Pandemia di COVID-19 | Annullata per la Pandemia di COVID-19 | Annullata per la Pandemia di COVID-19 | Annullata per la Pandemia di COVID-19 | Annullata per la Pandemia di COVID-19 | Annullata per la Pandemia di COVID-19 |
| 2019 | Ken Langat                            | Canada                                | 2:28:52                               | Dale Findlay                          | Canada                                | 2:54:00                               |
| 2018 | David Freake                          | Canada                                | 2:33:57                               | Julie Hamulecki                       | Canada                                | 2:52:10                               |
| 2017 | Peter Kemboi                          | Canada                                | 2:41:06                               | Michelle Spencer                      | Canada                                | 3:00:30                               |
| 2016 | Bryan Rusche                          | Canada                                | 2:35:54                               | Julie Hamulecki                       | Canada                                | 2:56:04                               |
| 2015 | David Le Porho                        | Canada                                | 2:21:54                               | Jutta Merilainen                      | Finlandia                             | 3:00:45                               |
| 2014 | Brendan Kenny                         | Canada                                | 2:26:25                               | Rachel Sinasac                        | Canada                                | 2:55:18                               |
| 2013 | Terry Gehl                            | Canada                                | 2:37:31                               | Mylene Sansourci                      | Canada                                | 2:58:22                               |
| 2012 | Brendan Kenny                         | Canada                                | 2:27:57                               | Jutta Merilainen                      | Canada                                | 2:47:17                               |
| 2011 | Brendan Kenny                         | Canada                                | 2:27:19.2                             | Melissa Begin                         | Stati Uniti                           | 2:54:50.9                             |
| 2010 | Brandon Laan                          | Canada                                | 2:23:38.1                             | Nathalie Goyer                        | Canada                                | 2:52:50.5                             |
| 2009 | Paul Rugut                            | Kenya                                 | 2:26:08.6                             | Elizabeth Randell                     | Stati Uniti                           | 2:57:53.8                             |
| 2008 | Daniel Njenga                         | Kenya                                 | 2:29:00.0                             | Dawn Richardson                       | Bermuda                               | 2:57:46.8                             |
| 2007 | Charles Bedley                        | Canada                                | 2:21:58.8                             | Leslie Black                          | Canada                                | 2:58:47.0                             |
| 2006 | Anthony Skuce                         | Canada                                | 2:34.10                               | Nicole Stevenson                      | Canada                                | 2:47.09                               |
| 2005 | David Cheruiyot                       | Kenya                                 | 2:17.12                               | Lioudmila Kortchaguina                | Canada                                | 2:37.17                               |
| 2004 | Procopio Hernández                    | Messico                               | 2:16.42                               | Olga Kovpotina                        | Russia                                | 2:31.47                               |
| 2003 | Lemi Chengere                         | Etiopia                               | 2:25.55                               | Angela Batsford                       | Canada                                | 2:55.04                               |
| 2002 | Michal Kapral                         | Canada                                | 2:30.40                               | Karen Cowling                         | Canada                                | 2:56.13                               |
| 2001 | Jackson Omweri                        | Kenya                                 | 2:22.22                               | Karen Cowling                         | Canada                                | 2:56.02                               |
| 2000 | Mostafa El Damaoui                    | Marocco                               | 2:15.17                               | Jennifer Cooper                       | Canada                                | 2:59.04                               |
| 1999 | Manuel Salvati                        | Canada                                | 2:28.25                               | Allison McKenzie                      | Canada                                | 2:59.50                               |
| 1998 | Nick Tsioros                          | Canada                                | 2:41.49                               | Carolyn Walker                        | Canada                                | 3:07.57                               |
| 1997 | Peter Fonseca                         | Canada                                | 2:28.26                               | Gaylene Pridham                       | Canada                                | 2:58.24                               |
| 1996 | Paul Mbugua                           | Kenya                                 | 2:20.33                               | Kim Webb                              | Canada                                | 2:37.52                               |
| 1995 | David O'Keefe                         | Stati Uniti                           | 2:23.15                               | Laura Ruptash                         | Canada                                | 2:49.19                               |